# Arsphenamin
Arsphenamin (auch Dioxydiamino-Arsenobenzol oder kurz Arsenobenzol; früherer Markenname: Salvarsan) ist ein Gemisch mehrerer organischer Arsenverbindungen, mit dem ab 1910 die Syphilis erstmals chemotherapeutisch behandelt wurde. Genauer handelt es sich um ein Gemisch aus einer trimeren und pentameren cyclischen Verbindung (Triaminotrihydroxy-arsenobenzol und Pentaaminopentahydroxy-arsenobenzol). Paul Ehrlich nahm 1912 eine dimere Struktur an, das (Dichlorid) 3,3′-Diamino-4,4′-dihydroxy-arsenobenzol.

## Geschichte
Der Chemiker Alfred Bertheim synthetisierte im Labor von Paul Ehrlich von 1906 an über 600 Arsenverbindungen. Nach 606 Tierversuchen wurde schließlich das Präparat 606 (auch Ehrlich-Hata-Präparat und Ehrlich 606 sowie kurz 606) am 31. August 1909 von Paul Ehrlich und Sahachiro Hata positiv getestet gegen den Erreger der Syphilis. Zu den ersten Empfängern von „Ehrlich-Hata 606“ gehörten Konrad Alt (1861–1922), Alfred Blaschko, Wilhelm Wechselmann und einige Ehrlich persönlich bekannte Ärzte. Konrad Alt, der Leiter der Heilanstalt Uchtspringe,  begann ab Herbst 1909 mit Versuchsreihen an Männern mit Paralyse, denen das Medikament intramuskulär injiziert wurde, und Wechselmanns Ausführungen, dass es abgesehen von den schmerzhaften Nebenerscheinungen im Rahmen der Injektion bei den Versuchen keine Komplikationen gegeben hätte, bahnten den Weg für die Anwendung des Medikaments außerhalb der Kliniken. Das Präparat wurde von Hoechst produziert und kam im November 1910, offiziell als Salvarsan bezeichnet, in den Handel. Bereits im April 1910 wurde Ehrlich-Hata 606 – etwa durch Heinrich Loeb (1865–1932) am Städtischen Krankenhaus Mannheim – in Abstimmung mit Paul Ehrlich appliziert.
Nachdem Loeb 11 Rückfälle von 187 Patienten im November 1910 berichtet hatte, ging er jedoch zur Kombination von Salvarsan und Quecksilber über, und auch an anderen Kliniken wurde wieder auf die bei Syphilis zuvor schon angewandte Quecksilbertherapie (etwa mit Sublimat) zurückgegriffen, zumal Salvarsan bei der „Spätsyphilis“ kaum positive Resultate zeigte und 1911 und 1912 auch erste Berichte über, wohl durch auch andere Komplikationen bewirkende (fiebererzeugende) Pyrogene verursachte, Todesfälle durch Salvarsan bzw. Arsenobenzol publiziert wurden. Solche Fälle wurden bereits 1913/14 mit dem Begriff Salvarsantod bezeichnet. Vom Frankfurter Speyer-Haus genannte niedrige Rückfallraten wurden von dem Wiener Hautarzt Ernest Finger als unzutreffend nachgewiesen. Auch zwischen 1918 und 1933 wurden von verschiedenen Seiten Zweifel an der Wirksamkeit des schon 1910 als nebenwirkungsreich erkannten, unter anderem leberschädigenden und sich unter anderem auch am Zentralen Nervensystem negativ auswirkenden Medikaments und den Methoden zur Feststellung eines Heilungserfolgs geäußert. Doch auch die zunächst erfolgversprechende Kombinationstherapie war nicht immer zufriedenstellend.
Der Name Salvarsan (zusammengesetzt aus den lateinischen Wörtern salvare – retten, heilen, sanus – gesund, heil und einem Rest des Wortes Arsen) bedeutet heilendes Arsen oder Heilarsen. Tatsächlich stellte Salvarsan einen Meilenstein in der Arzneimittelforschung dar. Zum ersten Mal stand der Medizin ein gezielt antimikrobiell wirkendes Medikament gegen eine gefährliche Infektionskrankheit zur Verfügung. Darüber hinaus wurde Salvarsan nicht nur gegen die Syphilis, sondern auch gegen Framboesie, Rückfallfieber und andere Spirochaeteninfektionen eingesetzt. Salvarsan war somit eines der ersten antimikrobiellen Arzneimittel. Es war derart teuer, dass sich während des Ersten Weltkrieges sogar der Export in die USA mit einem Handels-U-Boot lohnte.

### Die Ausgangssituation
Paul Ehrlich ging bei seinen Forschungen vom Atoxyl aus, von dem zuvor schon Robert Koch berichtete, dass es gegen die Schlafkrankheit wirksam sei. Aus der Beobachtung, dass fünfwertige Arsenverbindungen wie Atoxyl im Reagenzglas nur schwach gegen Infektionskeime wirkten, folgerte Ehrlich, dass die Substanz erst im menschlichen Körper in die eigentliche Wirksubstanz umgewandelt wird. Ehrlich ahnte, dass es sich hierbei um eine dreiwertige Arsenverbindung handeln müsse, und konzentrierte seine Forschungen in diese Richtung. Ehrlich nannte sein Entwicklungsziel die Zauberkugel, wobei er mit diesem Namen auf die selektive Giftigkeit für bestimmte Krankheitserreger hinweisen wollte.

### Die Suche nach der Zauberkugel
Bei der von Ehrlich und seinen Mitarbeitern gezielt durchgeführten weiteren Suche wurden erstmals moderne Methoden der Arzneimittelforschung eingesetzt. So wurden in großem Umfang Reagenzglastests und Tierversuche durchgeführt, um eine möglichst große Vielzahl von Verbindungen untersuchen zu können. Als Krankheitserreger diente Trypanosoma equinum, der Erreger der mal de calderas, der Kreuzlähme der Pferde. Salvarsan wurde schließlich als die 606. getestete Substanz in der Untersuchungsreihe entdeckt. Hieraus resultiert auch der ursprüngliche Name für Salvarsan 606 (Dioxy-diamino-arsenobenzol-dihydrochlorid).
Die Idee, die Substanz auch gegen die ähnliche Syphilis einzusetzen, war vermutlich durch eine Schrift von Fritz Schaudinn angeregt worden. Nachdem in den folgenden Versuchen das hohe Potential der Verbindung festgestellt worden war und erste klinische Tests erfolgreich verliefen, begann man rund ein Jahr später bei den Farbwerken Hoechst mit der Produktion des Präparates.
Eine Grundstruktur des Salvarsans wurde später zusammen mit seinem Erfinder Paul Ehrlich auf den 200-DM-Scheinen abgebildet. Bei der dort abgebildeten Substanz handelt es sich um Hexaphenylcyclohexaarsan, denn Ehrlich erhielt auch Verbindungen wie (AsAr)n (n = 5, 6, 7; Ar = Aryl, d. h. aromatische Seitengruppe) auf der Suche nach Wirkstoffen gegen die Syphilis und andere Infektionskrankheiten.

## Anwendung
Da Salvarsan an der Luft sehr rasch zu giftigen Verbindungen oxidiert, wurde es in luftdicht verschlossenen Glasampullen durch die Farbwerke Hoechst und staatlich kontrolliert durch das Speyer-Haus und Paul Ehrlich auf den Markt gebracht. Salvarsan soll bei manchen Infektionen schon durch eine einzelne Injektion heilend gewirkt haben, jedoch wurde die Idee einer Einzelinjektion bereits 1911 wieder von anwendenden Ärzten verlassen, zumal die Behandlung mit Salvarsan auch 1915 noch als unausgereiftes Verfahren betrachtet wurde und insbesondere ab 1913, ebenso wie die Zuverlässigkeit des benutzten serologischen Tests von August von Wassermann im Rahmen der Salvarsantherapie kontrovers debattiert worden war. Zu den Gegnern der alleinigen Anwendung von Salvarsan zur Syphilisbehandlung, wie sie immer wieder propagiert wurde, gehörte unter anderem der Berliner Hautarzt und Spezialist für Geschlechtskrankheiten Heinrich Dreuw (1874–1934), der bis Mai 1914 auch als Polizeiarzt und in diesem Rahmen in der Prostituiertenuntersuchung tätig war. Die Debatte um das Medikament beschäftigte zudem auch die Politik. Salvarsan bewirkte, da es vor der Injektion mit Natronlauge versetzt werden musste, bei der üblichen intravenösen oder intramuskulären Anwendung innere Verätzungen (Venenschädigungen). In den Folgejahren wurden deshalb besser verträgliche Abkömmlinge der Substanz entwickelt, so zum Beispiel 1912 das von Victor Mentberger (1893–1950) vorgestellte Ergänzungsprodukt (Neoarsphenamin, genannt) Neosalvarsan, ein auch Präparat 914 genanntes, durch Einwirkung von Formaldehydsulfoxylat auf Arsphenamin hergestelltes Natronsalz des Salvarsans, und später das Solu-Salvarsan. Ein mit schwankenden Anteilen von Arsen und Silber von Hoechst AG ausgeliefertes Silbersalvarsan wurde ab November 1918 produziert.

Derivate des Salvarsans
Neo-Salvarsan
Solu-Salvarsan

Ob das ursprüngliche Salvarsan auch gegen die Schlafkrankheit eingesetzt wurde, geht aus den Quellen nicht hervor.
Salvarsan und seine Nachfolgepräparate werden heute nicht mehr eingesetzt, da sie ab Mitte des 20. Jahrhunderts weitgehend von modernen, sicher wirksamen Antibiotika wie den nach 1935 gehandelten Sulfonamiden (vgl. auch Sulfamidochrysoidin: Es kam 1932 auf den Markt und war das erste Antibiotikum aus der Gruppe der Sulfonamide) und dem zwischen 1943 und 1946 auf den Markt gekommenen Penicillin verdrängt wurden. Die Entdeckung des Medikamentes trug jedoch maßgeblich zur weiteren Intensivierung und Verbesserung der Arzneimittelforschung bei. Allerdings wurde 1950/51 das 1939 entwickelte Spirotrypan, ein schwefelhaltiges Arsenobenzol der Farbwerke Hoechst mit der Formel 2-Di-(β,γ-dioxypropyl)-aminophenol-<4-arseno-5>-β-[benzoxazolyl-(2)-merkapto]-propionsaures Natrium, das wie Salvarsan auch zur Behandlung der angeborenen Syphilis eingesetzt wurde, von Hoechst noch als „neues Salvarsan“ präsentiert. Die Produktion von Salvarsan wurde von Hoechst 1972 eingestellt.
Der Medizinhistoriker Florian Mildenberger kam 2012 nach eigenen Literaturstudien zur Fachprosa zu dem Schluss: „Das Salvarsan hat nie funktioniert, jedenfalls nicht besser als Quecksilber oder eine hydrotherapeutische Kur. Die Symptome schwanden rasch, wenn der Patient die Nebenwirkungen überstand, eine Heilung trat aber nicht ein. Das Wassermannsche Testverfahren produzierte Ergebnisse jeder Art, nur keine eindeutigen.“

## Molekülstruktur

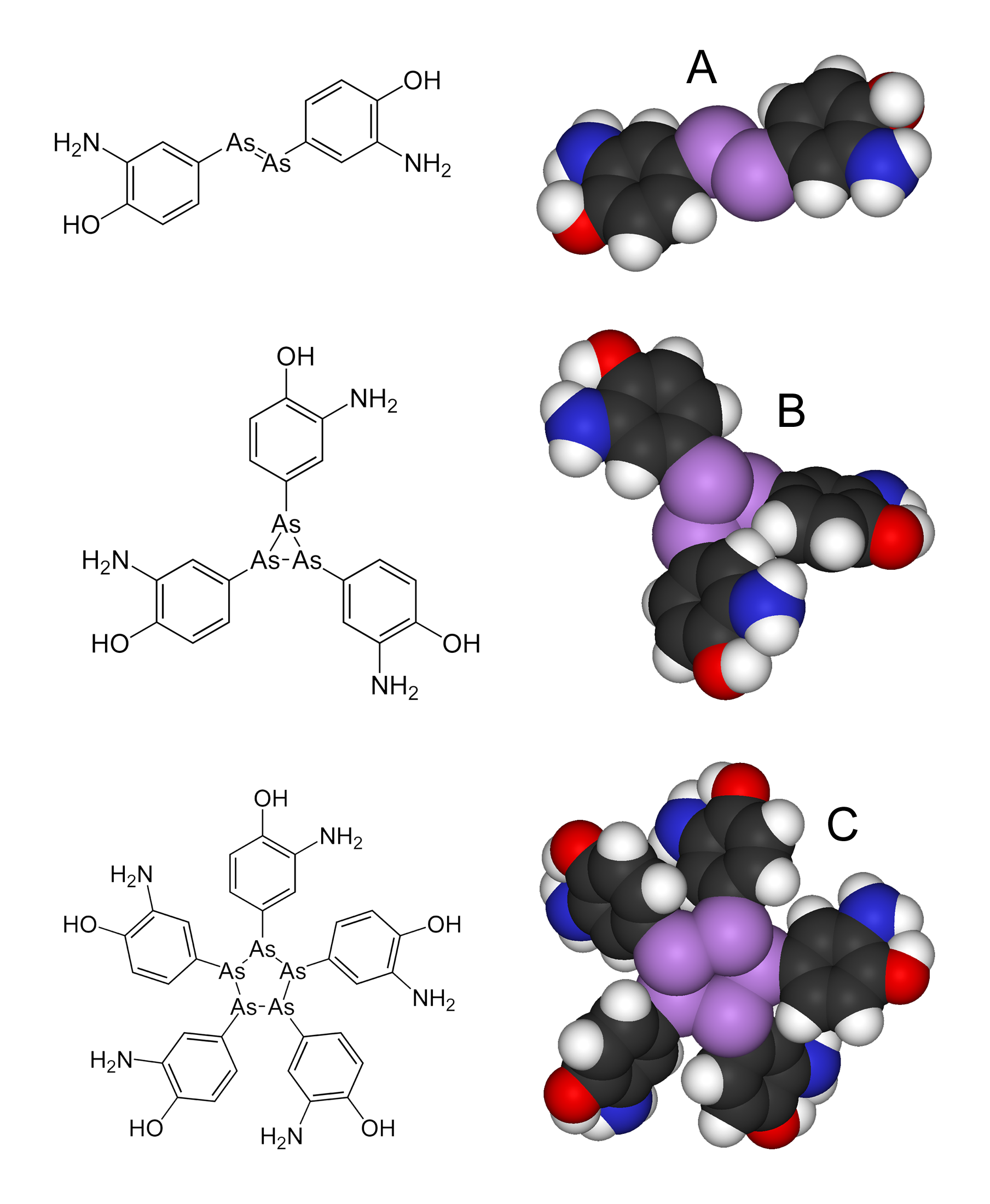
Die Molekülstruktur von Salvarsan. A: Die von Ehrlich angenommene Struktur. B und C: Strukturen nach Lloyd.

Die monomere Struktur des Salvarsans wurde von Ehrlich angenommen, es hat sich aber später durch Einkristallstrukturaufnahmen von unsubstituiertem Arsenobenzol (Ph-As=As-Ph) gezeigt, dass dieses als cyclisches Trimer vorliegt. Neuere massenspektrometrische Untersuchungen zeigen, dass Salvarsan als cyclisches Trimer und Pentamer vorliegt.